# Viola Reggio Calabria
Viola Reggio Calabria ist ein italienischer Basketballverein aus Reggio Calabria. Die professionelle Herrenmannschaft des Vereins spielte mehrere Spielzeiten in der höchsten nationalen Spielklasse Lega Basket Serie A und nahm auch mehrfach am europäischen Vereinswettbewerb Korać-Cup teil. Nach wirtschaftlichen Schwierigkeiten wurde die professionelle Mannschaft zweimal aufgelöst und unter verschiedenen, leicht abgewandelten Namen wiedergegründet. So nahm man zunächst unter dem Namen Cestistica Piero Viola bis 1997 am Spielbetrieb teil, anschließend folgte die Neugründung unter dem Namen Nuovo Basket Viola Reggio ’98 und schließlich 2009 als (Team Basket) Viola Reggio Calabria.

## Geschichte
Die Gründung des Vereins erfolgte 1966 auf Initiative von Giuseppe Viola, der den Verein nach seinem verstorbenen Bruder Piero Cestistica Piero Viola nannte und das Erbe des zuvor bestehenden lokalen Vereins AICS übernahm. Nachdem man jahrelang in der Serie C gespielt hatte, gelang 1974 der Aufstieg in die dritthöchste Spielklasse Serie B. 1983 wurde man nach neun Spielzeiten Erster in der Serie B in der Gruppe B und stieg in die Serie A2 auf. Der Aufstieg machte den Bau der Sporthalle Botteghelle erforderlich, da die alte Spielstätte den Anforderungen der FIP für die zweite Spielklasse nicht mehr entsprach. Bereits in der zweiten Spielzeit in der neuen Spielklasse gelang die Meisterschaft in der Serie A2 und der Aufstieg in die höchste nationale Spielklasse Serie A1.
Die erste Erstliga-Spielzeit 1984/85 in der Serie A1 beendete man auf dem 13. und viertletzten Tabellenplatz, nur durch den schlechteren direkten Vergleich vom letzten Nicht-Abstiegsplatz entfernt. Nach der Rückkehr in die zweitklassige Serie A2 brauchte man drei Jahre, bis man in der Saison 1988/89 unter Trainer Tonino Zorzi, später Mitglied der italienischen „Basketball Hall of Fame“, erneut die Meisterschaft in der Serie A2 gewann und die Rückkehr in die höchste Spielklasse erreichte. Die zweite Erstliga-Spielzeit 1989/90 beendete man mit einer positiven Saisonbilanz auf dem siebten Tabellenplatz. Bei der ersten Meisterschafts-Play-off-Teilnahme des Vereins schied man im Viertelfinale nach einem Auftaktsieg in drei Spielen gegen den späteren Vizemeister Ranger Varese aus. In der folgenden Saison übernahm Carlo Recalcati das Traineramt für die nächsten sechs Jahre und man spielte erstmals international im Korać-Cup 1990/91, doch in der Meisterschaft erreichte man am Ende jedoch nur den 12. Tabellenplatz und musste in eine Relegationsrunde mit den besten Zweitligisten. Hier kam man nur auf eine ausgeglichene Bilanz von fünf Siegen in zehn Spielen, die nicht zu einem der beiden vorderen Plätze in der Relegationsrunde reichte und damit den Abstieg aus der Serie A bedeutete. In der Serie A2 gewann man dann in der Saison 1991/92 die Meisterschaft und kehrte direkt in die höchste Spielklasse zurück.
Bei der Rückkehr in die Serie A erzielte man in der Saison 1992/93 in der neuen Halle PalaCalafiore unter dem Sponsorennamen Panasonic die beste Saisonabschlussplatzierung in der höchsten Spielklasse auf dem sechsten Platz nach der regulären Saison. Die Play-off-Viertelfinalserie verlor die Mannschaft, der unter anderem Olympiasieger und Ex-NBA-Profi Alexander Wolkow angehörte, im entscheidenden dritten Spiel mit zwei Punkten Unterschied bei Titelverteidiger Benetton Treviso, nachdem ein erfolgreicher Korbversuch von Dean Garrett in der Schlusssekunde von den Schiedsrichtern wieder aberkannt wurde. In der darauffolgenden Saison erreichte man im Korać-Cup 1993/94 die Gruppenphase der 16 besten Mannschaften, in der man nach nur einem Sieg in sechs Spielen ausschied. In der nationalen Meisterschaft reichte es in der Endplatzierung zu einem siebten Platz, dem erneut das Ausscheiden in der Viertelfinalserie folgte, diesmal gegen den späteren Vizemeister Scavolini Pesaro. Nach einem elften Platz in der Saison 1994/95 reichte es in der Spielzeit 1995/96 zu einem achten Abschlusstabellenplatz. Wie auch in der folgenden Spielzeit als Tabellenelfter schied man dann in den „Pre-Play-offs“ oder Achtelfinale der Meisterschaft aus.
In der Saison 1997/98 kam es zum Konkurs der bisherigen Cestistica Piero Viola im Dezember 1997. Der Spielbetrieb wurde ab Januar 1998 von den Basket Viola Reggio Calabria bis zum Saisonende weitergeführt. Nach nur sieben Siegen landete man in der vom Konkurs überschatteten Saison auf dem letzten Tabellenplatz und stieg erneut ab. Anschließend wurde der Spielbetrieb von den Nuovo Basket Viola Reggio ’98 in der Serie A2 fortgeführt. Nach einem dritten Platz in der Serie A2 1998 erreichte man in den Play-offs um den Aufstieg die sofortige Rückkehr in die höchste Spielklasse. In einer erfahrenen Mannschaft, in der neben Brian Oliver ansonsten die argentinische Nachwuchshoffnung Manu Ginóbili herausstach, erreichte man nach dem Wiederaufstieg 2000 erneut einen siebten Tabellenplatz. Im Play-off-Viertelfinale duellierte man sich mit Kinder Bologna um Predrag Danilović und Antoine Rigaudeau über die volle Distanz von fünf Spielen mit dem besseren Ende für den favorisierten Hauptrundenzweiten. Nachdem Ginóbili zum Ligakonkurrenten Kinder wechselte, um dort Danilović zu ersetzen und mit der Mannschaft die EuroLeague 2000/01 zu gewinnen, wurde er bei Viola von seinem Landsmann Carlos Delfino ersetzt. Doch man beendete die Saison 2000/01 nur auf dem 14. Platz in der Meisterschaft. Im Korać-Cup 2000/01 schied man im Achtelfinale gegen Ironi Ramat Gan aus. In der darauffolgenden Saison 2001/02 reichte es in der Meisterschaft nur zum 16. und viertletzten Tabellenplatz. Nun wechselte Delfino ebenfalls nach Bologna, allerdings nicht zu Virtus, um den in die NBA abgewanderten Ginóbili zu ersetzen, sondern zu Skipper Fortitudo.
Die neuformierte Mannschaft erreichte einen neunten Platz in der Saison 2002/03 und konnte sich über die Pre-Play-offs für die Play-off-Viertelfinalserie gegen Titelverteidiger Benetton Treviso qualifizieren. Hier ging man gegen die Mannschaft, die am Saisonende ein „Triple“ aus Meisterschaft, Pokal und EuroLeague 2002/03 feiern sollte, sensationell mit 2 Siegen in Führung. Doch die restlichen drei Spiele in der Serie gab man dann noch ab, unter anderem das vierte Spiel zuhause knapp mit zwei Punkten Unterschied. In der folgenden Saison reichte es erneut zum neunten Tabellenplatz, der aber nach Abschaffung der Pre-Play-offs nicht mehr zur Qualifikation für die Meisterschafts-Endrunde reichte. Die folgende Saison endete 2005 mit dem Absturz auf dem vorletzten Tabellenplatz. Der Lizenzentzug von Scavolini Pesaro bewahrte den Verein vor dem Gang in die LegADue, die die Serie A2 abgelöst hatte. Dieser musste dann eine Saison später 2006 angetreten werden, nachdem man die Spielzeit nach nur drei Siegen in 34 Spielen auf dem letzten Tabellenplatz beendete. Die wirtschaftlichen Schwierigkeiten des Vereins führten jedoch zur Abmeldung der Mannschaft vom professionellen Spielbetrieb.
2009 folgte der Neustart als Team Basket Viola Reggio Calabria in der viertklassigen „Serie B Dilettanti“. Nachdem man im zweiten Jahr nach der Wiedergründung 2011 das Play-off-Finale um den Aufstieg gegen Orlandina Basket verloren hatte, gelang in der Spielzeit 2011/12 der Aufstieg in die nun als „Divisione Nazionale A“ bezeichnete dritte Spielklasse. Nach einem zehnten Tabellenplatz in der Saison 2012/13 gehörte man in der folgenden Spielzeit 2013/14 der neu eingerichteten „Legadue Argento“ an, die als Unterbau der Legadue angeschlossen wurde. Nach der Neuorganisation der zweiten italienischen Basketballliga spielt Reggio Calabria seit der Spielzeit 2015/16 in der Staffel West Serie A2.

## Bekannte Spieler
| - Charles Kupec 1983–1985 - Reggie King 1985/86 - Joe Bryant 1986/87 - Dan Caldwell 1987–1990 - Roberto Bullara 1989–1996 - Michael Young 1990–1992 - Dean Garrett 1990–1993 - / Hugo Sconochini 1990–1993 - Alexander Wolkow 1992/93 - Paolo Giuliani 1992–1994, 1996–1998 - Ken Barlow 1993/94 - Kevin Pritchard 1993/94 - Marco Baldi 1993/94 | - Alessandro Fantozzi 1994/95, Trainer 2010–2012 - Randy White 1994/95 - Mike Brown 1996–1998 - Brian Oliver 1996/97, 1999/2000 - / Jay Larrañaga 1997/98, 2004/05 - / Jeff Nordgaard 1998/99 - Manu Ginóbili 1998–2000 - Sebastiano Grasso 1998–2001, 2009–2012 - Kevin Thompson 1999/2000 - Marc M’Bahia 1999/2000, 2001 - Andrea Blasi 1999/2000, 2001/02 - Thierry Gadou 2000/01 - Leandro Palladino 2000/01 | - Carlos Delfino 2000–2002 - Brian Evans 2001/02 - Anthony G. Tucker 2001/02 - Anthony Williams 2001–2003, 2006/07 - / Benjamin Eze 2001–2004 - Alessandro Cittadini 2002–2004 - Titus Ivory 2002–2004 - Walter Santarossa 2003/04 - LaVell Blanchard 2003–2005 - Vincent Yarbrough 2005/06 - Aleksandar Ćapin 2005/06 - / Marko Verginella 2005/06 - / Anthony Maestranzi 2006/07 |

Mit wenigen Einsätzen waren auch folgende Spieler aus dem deutschsprachigen Raum für Viola aktiv:
| - Christian Welp 1999 - Detlef Musch 2000/01 - Marvin Willoughby 2004 - / Michael Meeks 2004/05 - Dušan Mlađan 2006/07 |